# Salahaji
Salahaji is een bestuurslaag in het regentschap Langkat van de provincie Noord-Sumatra, Indonesië. Salahaji telt 3084 inwoners (volkstelling 2010).